# 축석초등학교
축석초등학교(祝石初等學校)는 대한민국 경기도 포천시에 있는 공립 초등학교이다.

## 연혁
- 1970년 3월 2일 송우국민학교 축석분교로 설립
- 1972년 3월 2일 축석국민학교로 개교
- 축석초등학교로 교명 변경